# A Merry Little Christmas
A Merry Little Christmas är ett julalbum från 2000 av Linda Ronstadt. Det var hennes sista albumsläpp på skivmärket Elektra/Asylum Records, för vilket hon gjort skivinspelningar sedan 1973. 
Det var bäst säljande julalbum år 2000, och nådde 179:e plats på Billboard's huvudlista för album och fortsatte sedan sälja bra i flera år.  Albumet innehåller även en sångduett med Rosemary Clooney i "White Christmas" och en tolkning av Joni Mitchell's "River".

## Låtlista
1. "The Christmas Song" (Mel Tormé, Bob Wells) – 4:24
2. "I'll Be Home for Christmas" (Buck Ram, Kim Gannon, Walter Kent) – 4:15
3. "White Christmas" (Irving Berlin) – 4:22
4. "Have Yourself a Merry Little Christmas" (Hugh Martin, Ralph Blane) – 3:55
5. "River" (Joni Mitchell) – 4:10
6. "O come, O come, Emmanuel" (John Mason Neale) – 3:29
7. "Xicochi, Xicochi" (Gaspar Fernandez) – 2:17
8. "I Wonder as I Wander" (John Jacob Niles, Traditionell) – 3:20
9. "Away in a Manger" (Traditionell) – 2:08
10. "Lo, How A Rose E're Blooming" ("Es ist ein Ros entsprungen") (Traditionell) – 2:10
11. "Welsh Carol" (Traditionell) – 3:57
12. "Past Three O'Clock" (George Ratcliffe Woodward, Traditionell) – 0:41
13. "O Magnum Mysterium" (Traditionell) – 3:19
14. "Silent Night ("Stille Nacht, heilige Nacht")" (Josef Mohr) – 3:06